# Bye-Bye Borderline
| Оценки критиков         | Оценки критиков |
| Источник                | Оценка          |
| ----------------------- | --------------- |
| Reflections of Darkness | [ 1 ]           |
| Dark City               | [ 2 ]           |

Bye-Bye Borderline — шестой студийный альбом норвежской индастриал-рок группы Zeromancer, выпущенный 25 января 2013 года на звукозаписывающем лейбле Trisol Music Group.
Для этого альбома на лейбле Irond Records было выпущено специальное российское издание, получившее альтернативную обложку.

Обложка специального российского издания

## Список композиций
| №                   | Название                | Длительность |
| ------------------- | ----------------------- | ------------ |
| 1.                  | «Auf Wiedersehen Boy»   | 3:30         |
| 2.                  | «Bye-Bye Borderline»    | 4:19         |
| 3.                  | «LCYD»                  | 4:09         |
| 4.                  | «You Meet People Twice» | 3:42         |
| 5.                  | «Manoeuvres»            | 3:45         |
| 6.                  | «Weakness»              | 3:46         |
| 7.                  | «Lace And Armour»       | 3:09         |
| 8.                  | «Montreal»              | 5:12         |
| 9.                  | «Ash Wednesday»         | 4:45         |
| 10.                 | «The Tortured Artist»   | 4:18         |
| Общая длительность: | Общая длительность:     | 40:35        |

## Участники записи

### Состав группы
- Алекс Мёклебуст (норв. Alex Møklebust) — вокал.
- Ким Льюнг (норв. Kim Ljung) — бас-гитара.
- Норальф Ронти (норв. Noralf Ronthi) — барабаны.
- Дэн Хейде (норв. Dan Heide — гитара.
- Лорри Кристиансен (норв. Lorry Kristiansen) — клавишные, программирование.